# T-34坦克衍生型號列表
本列表列出T-34坦克的改進/衍生型號。

## 蘇聯生產的衍生型號

### T-34/76

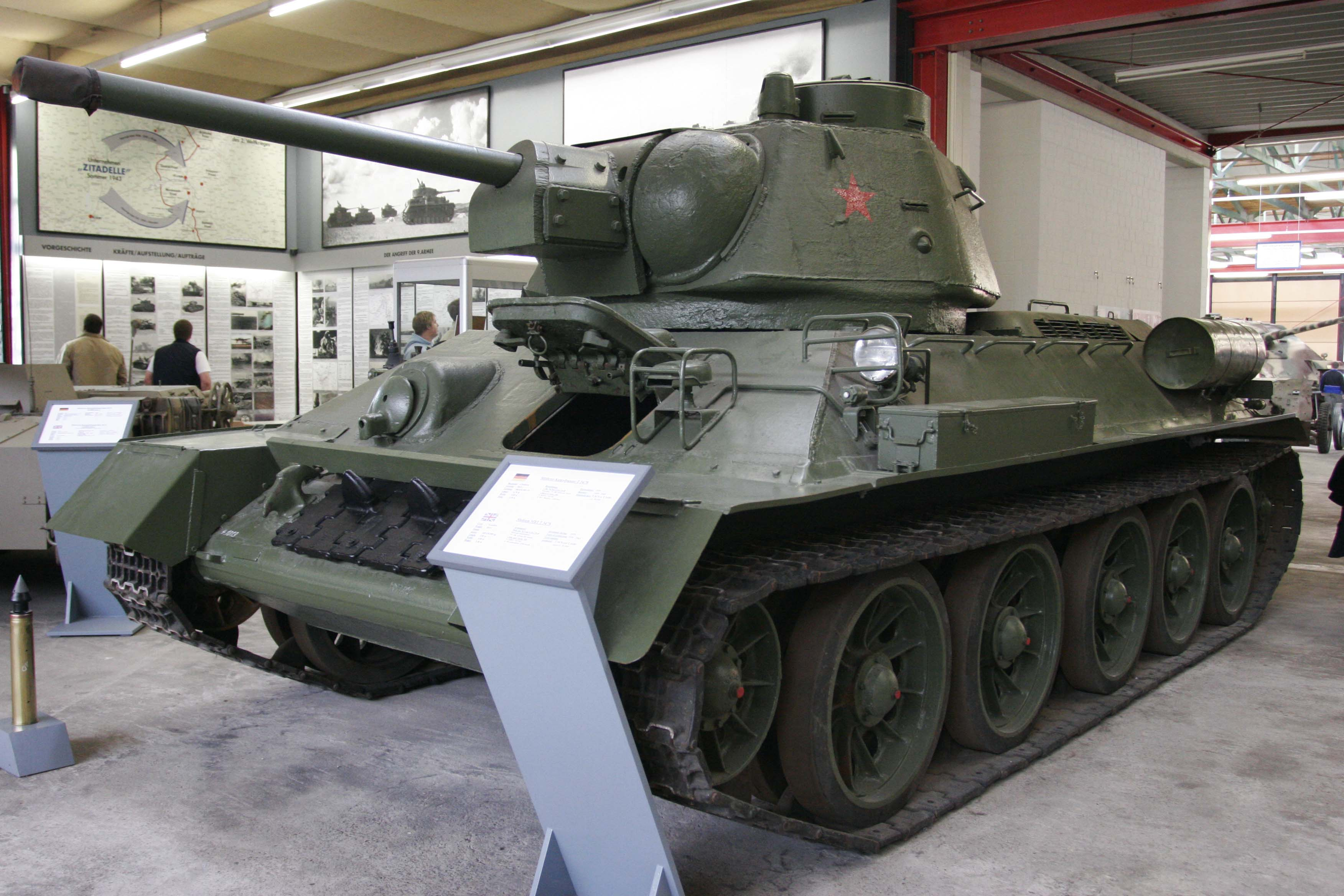
T-34/76 1943年型

T-34/76是安裝76毫米主炮的T-34坦克。也是T-34坦克的第一種量產型號。其中，T-34 1940年型安裝的是76.2毫米L-11式火炮，其身管長是30.5倍徑。後來，1941年，有部分T-34坦克換裝上了新式的F-34式火炮。這款火炮的身管長是42倍徑。:100,110

#### T-34 1942年型
相比起早期的T-34/76來說，T-34 1942年型使用的是鑄造炮塔。此外，還爲車長和炮手加裝了獨立的艙門。爲增強坦克的近戰能力，在車體上加裝了一挺DT機槍。:129

#### T-34/76E
T-34/76E是在T-34/76坦克的基礎上加裝了更佳的空氣淨化系統和潤滑系統的型號。:129

#### T-34/76F
T-34/76F比起最初的T-34/76來說，機械設計更加人性化。其改動包括用操作更加簡單的五檔變速箱替代原來的四速變速箱、改進空氣淨化系統等。:129

#### T-34/57

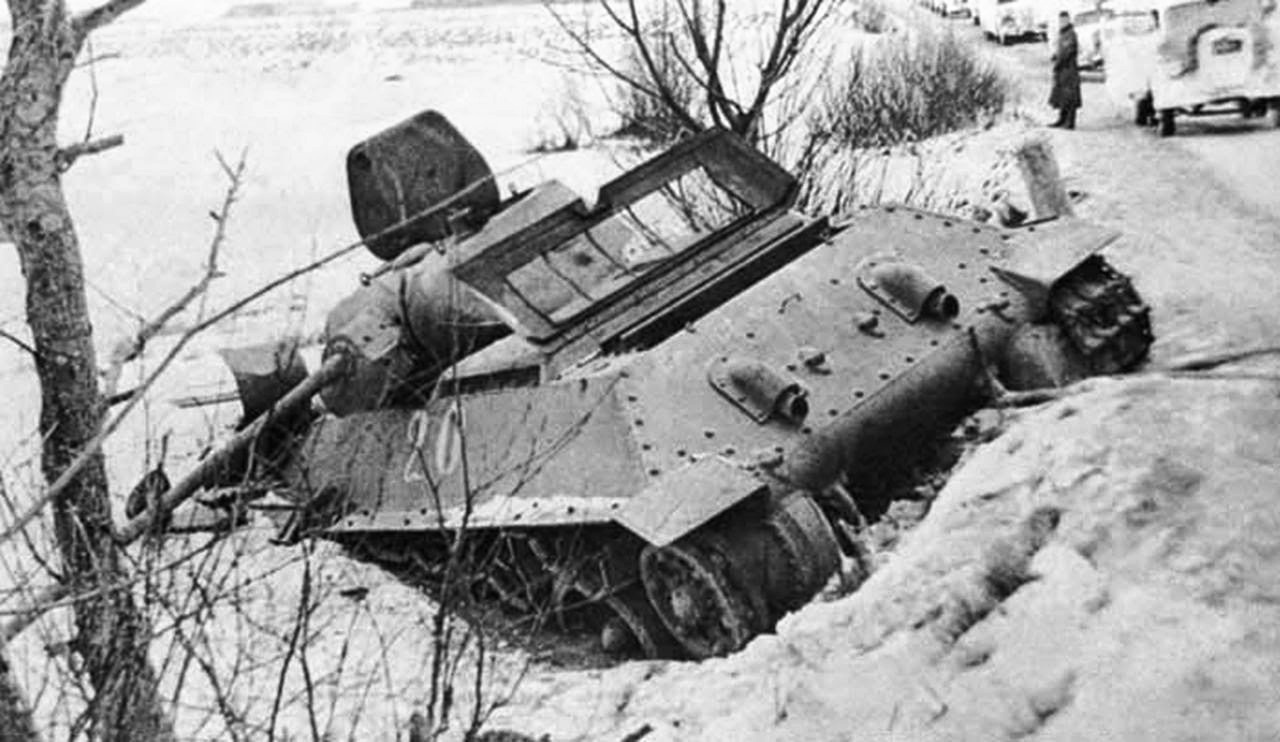
一輛被擊毀的T-34/57

由于得到“德国正在研制更强大的重型坦克”的错误情报，蘇聯曾經尝试生產過少量安裝57毫米ZIS-4式長身管型反坦克炮的T-34坦克。這款坦克是爲對付德軍的重型裝甲而設計的。這款坦克與T-34/76坦克相比沒有太大的變化，僅在炮盾上安裝了一個固定環。雖然這款坦克穿甲能力极强（甚至超过了后来的85mm主炮），但是，卻因爲生產工藝複雜、成本高昂、火炮壽命低，57mm高爆彈的威力又弱，因此僅生產十台且在莫斯科戰役中全部戰損。后来在德国虎式坦克出现后一度被重新審視，但很快被85mm主炮的型号取代。:109

### T-34/85

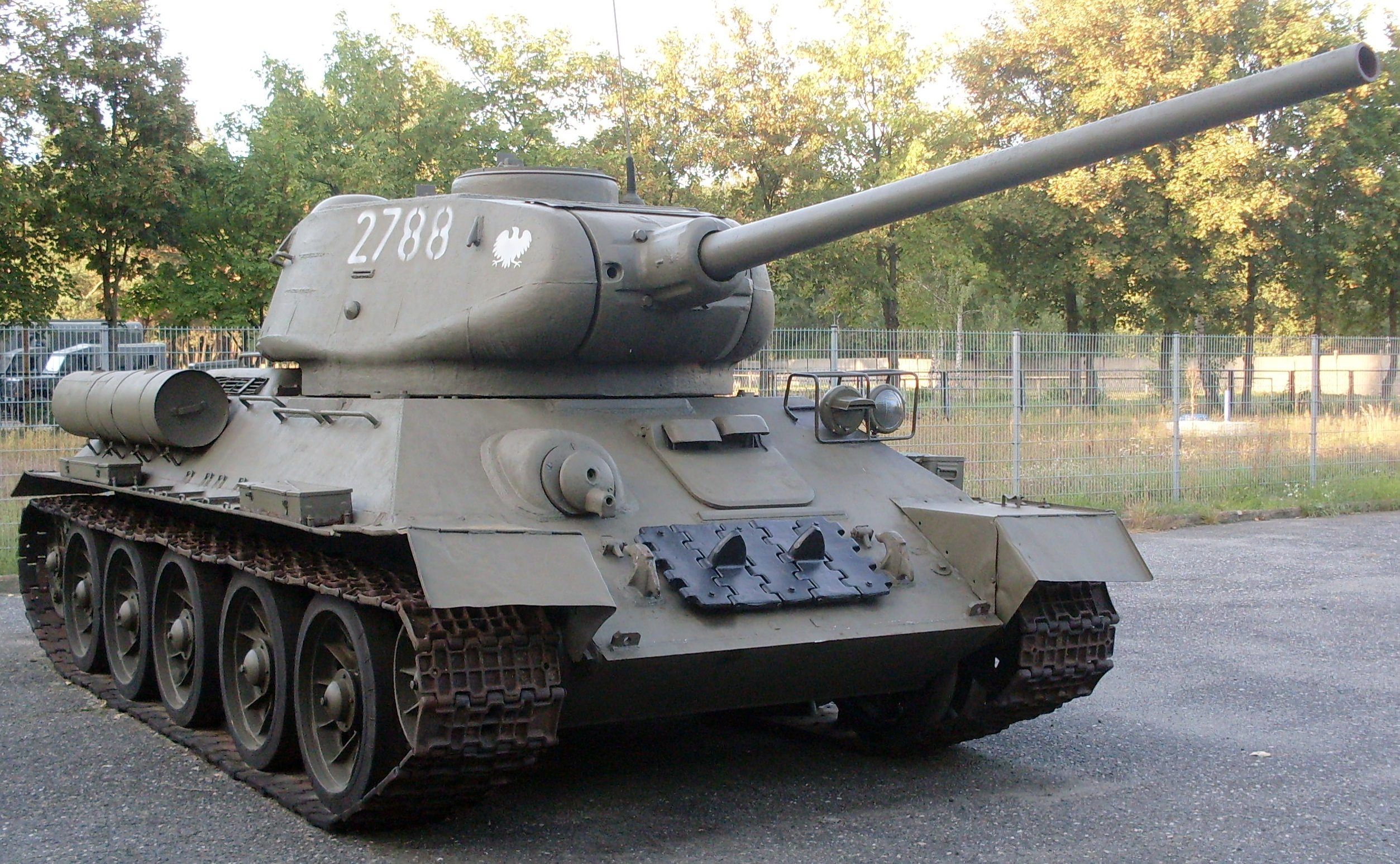
T-34/85

1942年，在虎式坦克出现后，苏军发现现役的坦克中没有一种可以在正常作战距离上正面对虎式坦克构成威胁，同时德军的反坦克火炮也在提升使得T-34-76的生存状况恶化（特别是其炮塔是铸造的，防护并不能达到物理厚度因此37mm小口徑火炮有时也能击穿）。因此作为主力坦克的T-34的改装计划立即提上日程。新的型号最初采用了用M1939式85mm高射炮的炮弹的专门设计D-5T 85mm L/53坦克炮（被称为T-34/85 M1943），后来进一步改进为ZIS-S-53型主炮（T-34/85 M1944，同样是M1939高炮弹的专用坦克炮），其初速度可達797米/秒，大大加强了火力，使用穿甲彈時可於500米內擊穿虎式坦克正面裝甲。雖然对戰虎式坦克仍处于劣势，但得以對德军坦克构成一定威胁（尤其是對付四號坦克）。T-34/85对装甲也有一定的改进。此車型共攜帶了55發砲彈和2394發7.62毫米機槍彈。這款坦克在二戰後曾經被蘇聯大量出口。:125,129
T-34/85的另一项重要改进是采用了重新设计的新型炮塔（參考自沒有量產化的T-43坦克），大大加大了炮塔空间，并根据战斗中得到的经验增加了装填手从而将车长从指挥-装填(或指揮-瞄準)的双重任务中解放出来，极大地提高了作战效率。由于加大的炮塔，德军常把T-34/85称为“大脑袋T-34”。
T-34/85于1943年12月15日開始投产，是T-34系列中产量最大者，蘇聯一直持續生產到50年代，直到T-54被正式採用為止，但仍有在其他国家和地区持續服役。该车型与IS系列坦克一共构成了对抗德军的主力。苏军称桑多梅日战役中奥舒金中尉为首的数辆T-34-85伏击击毁了三辆虎王（502，234，102），而在场至少有两辆以上的T-34-85，而且与兵器杂志的文章不同的是，501营的雷盖特中校从未战死，而且被缴获的虎王会出现和重坦克营命名规则不同的502号编号，令人怀疑是苏联为了鼓舞士气而涂改了编号。后来查考发现尽管T-34是从虎王的右侧面伏击，502的右侧面并无弹孔，102则留下照片明显的是陷进了泥里，也就是极可能这两辆都是因故障和陷入泥不能行动被放弃。二战后它也参加了朝鲜战争，美国1954年的调查表明朝鲜战争期间有119場坦克对坦克的战斗，104場是陆军坦克部队参加，15場是陆战队坦克参加。其中M4A3E8参战的59場(50%)，M26是38場(32%)，M46是12場(10%)，M24是10場(8%)，其中只有24場有三辆以上的朝鲜T-34或SU-76M参战，在这些战斗中美方有34辆坦克被击毁，只有15辆是不可恢复损失。而确认被坦克击毁的T-34-85有97辆,而且美军有18个不确认战果。击毁的T-34-85有39%归于M26，12%M46，剩下的大部分由M4击毁的。美方统计T-34的人员损失发现有75%在坦克被击毁后阵亡，而美方的坦克乘员被击毁死亡率在18%，这里面当然有美国人习惯于反复轰击被击毁坦克的原因不过也有T-34-85自身设计因素：由于炮弹加大不少炮弹不得不放在炮塔里，加大了炮弹被击中后起火和灾难性爆炸（有可能将炮塔顶整个掀飞）的概率。最迟至90年代的南斯拉夫内战仍可见到T-34的身影。

### T-44

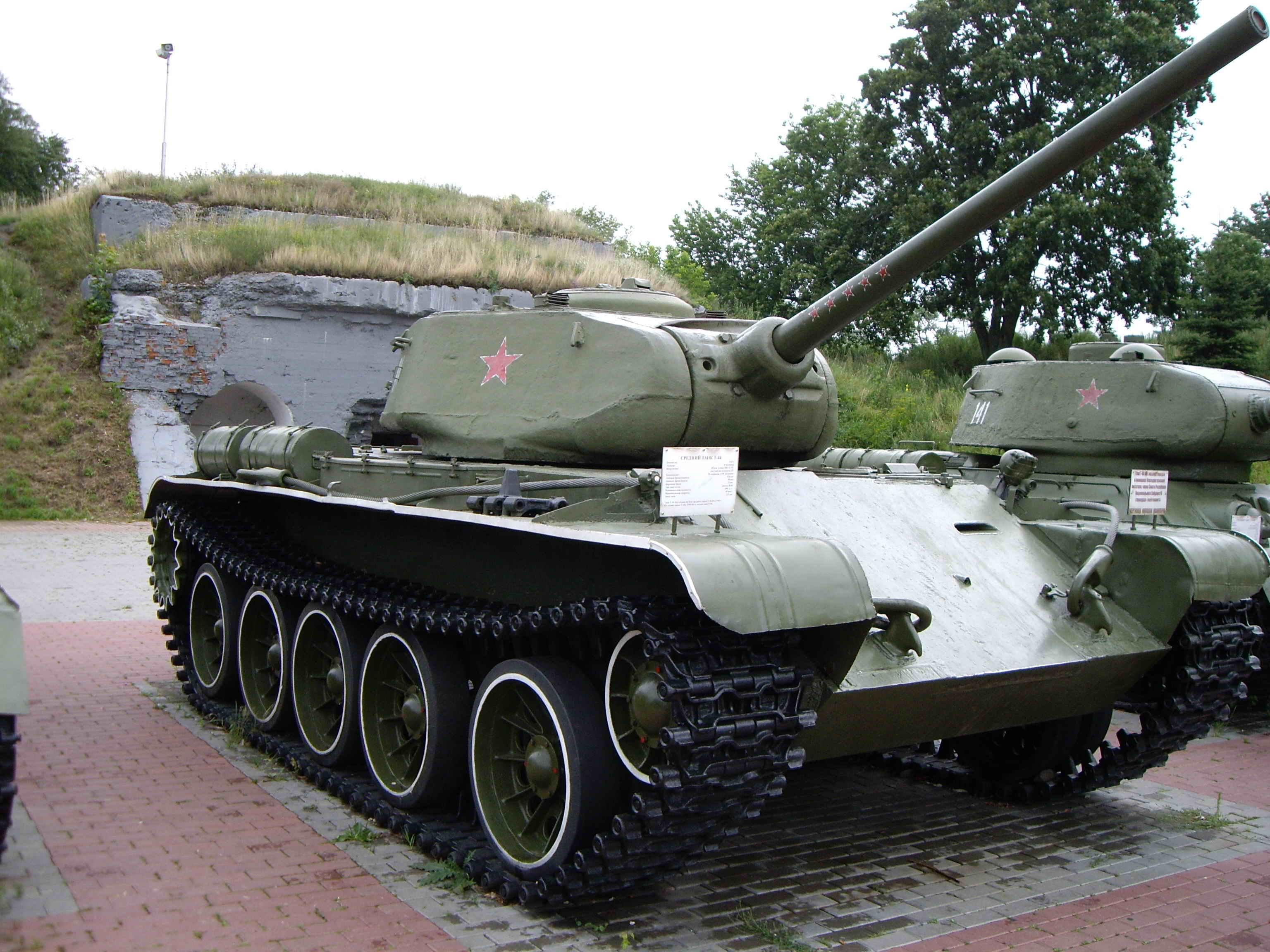
T-44坦克

T-44坦克是在T-34/85的基礎上設計出的一種坦克。這款坦克安裝85毫米火炮。曾經有計劃在T-44上安裝100毫米火炮，但是計劃卻因爲炮塔太小而流產。:131

### T-34/85 1969年型
T-34/85 1969年型僅是將舊的T-34/85坦克裝備的10-RT-26R式無線電臺換成了一臺R-123式無線電臺並加裝更好的紅外線設備。

### T-34/85 M1
T-34/85M1式坦克相比T-34/85坦克來說要精緻一些。這款坦克增加了備彈量，加裝了更佳的涉水裝備，竝改進了無线電臺和光學設備。另外，其行程也比T-34/85坦克要遠。乘員數由5人減到了4人。因爲改良了履帶的連接方式，所以履帶重量得以減輕。此外，二級行星轉向機也被安裝在了這款坦克上。此外，還改良了發動機啓動裝置和冷卻系統。該車的生產最初由鄂木斯克174廠負責，但在1948年T-54坦克投入量產之後，該車的生產也就暫時停止了。不過，在1951年，這款坦克的生產又在波蘭重啓。蘇聯生產的T-34/85M1大部分都是利用二戰時生產的T-34坦克的零部件組裝而成，很少有專門製造的T-34/85M1。

### SU-85
SU-85是一款使用T-34坦克的底盤製造的驅逐戰車。其設計目的是用來應付諸如豹式坦克、虎式坦克這種裝甲較厚的德軍坦克。1944年，因爲安裝同樣口徑而且有炮塔的T-34/85坦克的出現而停產。

### SU-100
SU-100是SU-85的繼任者。它同樣是一款使用T-34坦克的底盤製造的驅逐戰車。它安裝的D-10S式戰車炮在當時可以擊穿除虎II坦克之外的所有德軍裝甲戰鬥車輛。這款車輛甚至能在2000米外擊穿虎式坦克的正面裝甲。因此，蘇聯士兵替它取了一個「戰車殺手」的綽號。

### SU-122
SU-122是一款使用T-34坦克底盤製造的驅逐戰車。其主炮是一門122毫米M-30式榴彈炮。但是，後來因爲更加強大的SU-152及ISU-152的入役而停產。蘇聯人還曾經在這款驅逐戰車的基礎上研發出SU-122M、SU-122-III等改進型，但是都因爲可靠性不佳以及底盤超載而流產，但成為了SU-85的基礎。:165-167

## 納粹德國生產的衍生型號
納粹德國曾經從蘇軍手中擄獲過一批T-34/76坦克，德軍隨後利用這批T-34/76坦克製造出了一些改進型車輛。

### T-34 747(r)
T-34 747(r)（德語：Panzerkampfwagen T-34 747(r)）為德軍繳獲蘇軍T-34/76的名稱。

### VK 3001(D)和VK 3002(D)
VK 3001(D)和VK 3002(D)為二戰期間德國戴姆勒奔馳公司所研製的一款試作戰車，但由於車體照抄T-34的設計，在戰場上容易被誤認，因此沒被採用。

### 軌上驅逐戰車
有一部分T-34坦克的車體上半部分連同炮塔被裝上了軌道火車上，德軍將這種車輛稱爲「軌上驅逐戰車」。這些車輛曾經被掛載到「Panzerzug」（意爲裝甲列車），「Streckenschutzug」（意爲「用於鐵道保衛的火車」）和「Panzertriebwagen」（意爲「裝甲機車」），以及“邁克爾”裝甲列車上。（德語：Panzerjaegerwagen）。

### T-34(r)防空坦克
T-34(r)防空坦克（德語：Flakpanzer T-34(r)）是一款自行防空炮。德军在俘获的T-34坦克車體上安裝了一個裝有4聯裝的2厘米 30/38年式高射炮的炮塔。德国第653重反坦克营于1944年7月曾使用至少一辆T-34(r)防空坦克。

## 捷克斯洛伐克生產的衍生型號

### T-34/100（捷克斯洛伐克）
該方案是由一名名叫「Konštrukta Trenčín」的斯洛伐克設計提出的。其設計目的是增強T-34坦克的火力。該方案計劃在T-34坦克上安裝一門100毫米D-10T戰車炮——這對當時的捷克斯洛伐克來說並不困難，因爲改良型的SU-100當時已在該國投產。這款坦克的研發工作始於1953年9月。1954年，製造出兩輛原型車。不過，這兩輛坦克的性能都不理想。火炮的俯仰角降至了-3度到+20度，載彈量也嚴重下降。除此之外，乘員的舒適性也不佳。1954年，還曾經有計劃在T-34坦克上安裝一門安裝有自動裝彈機的100毫米艦炮，但捷克斯洛伐克當局因爲決定引進T-54坦克而放棄了該方案。

### T-34/85 1960型
1960年，捷克斯洛伐克曾經對T-34/85坦克進行過現代化改造。因加裝了安裝紅外燈和大燈之故，T-34/85 1960型可以在夜間行駛。另外，原來的10-RT-26R式無線電臺被換成了9R式無線電臺，新式的V-34-M2式發動機取代了原來的V-2-34式發動機。空氣淨化系統也得到了改善。需要注意的是，T-34/85 1960型並非是專門製造的，它是舊的T-34/85坦克經改造後得到的產物。:47

## 波蘭生產的衍生型號

### T-34/85 M1/2

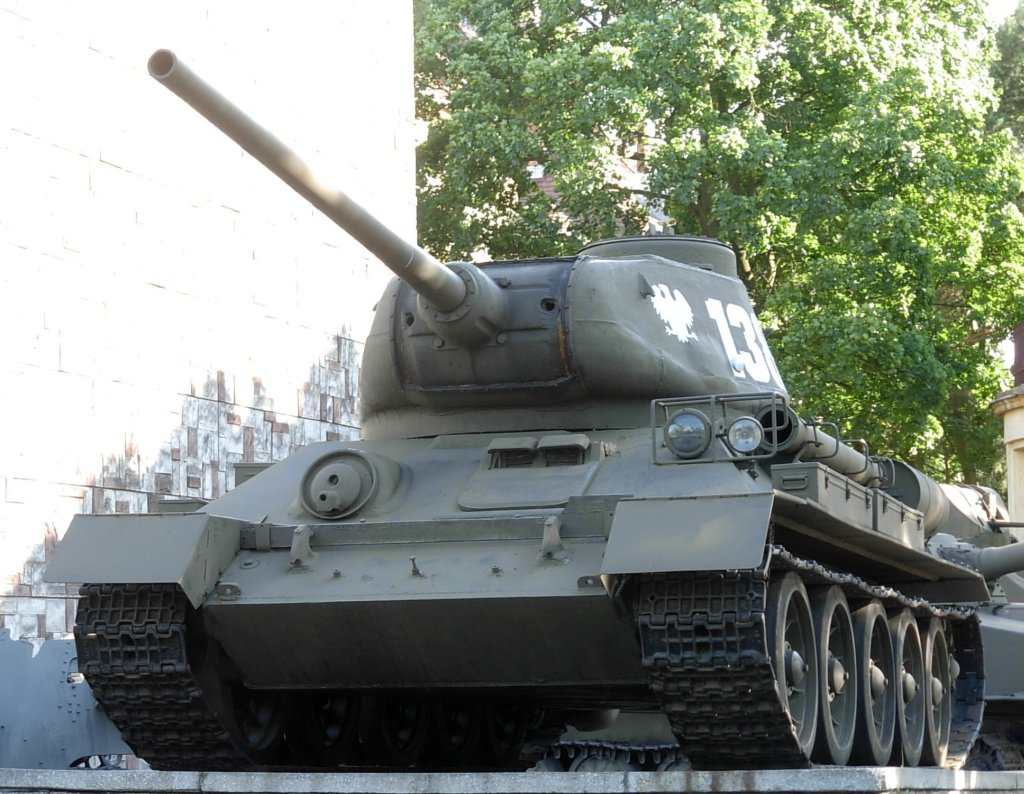
一輛T-34/85 M2

1951年，蘇聯將T-34/85M1型坦克的生產線轉移到了波蘭。波蘭生產的T-34/85M型坦克被稱爲「T-34/85 M2」。相比原來的T-34/85 M1型坦克，波蘭生產的T-34/85 M1型坦克換裝了新式的B-54式發動機，竝在負重輪平衡肘軸承支撐機構內加裝了一個旋轉式減振機。爲解決原來的雙輪緣負重輪常常因過熱而導致橡膠製輪緣脫落的問題，一部分T-34/85 M型坦克換裝了T-54坦克所使用的負重輪。像這種使用T-54坦克負重輪的T-34/85M型坦克被稱爲「T-34/85 M2」型坦克。

### WPT-34
WPT-34是一款波蘭研發的使用T-34底盤製造的裝甲搶救車。

## 埃及生產的衍生型號

### T-34/100（埃及）

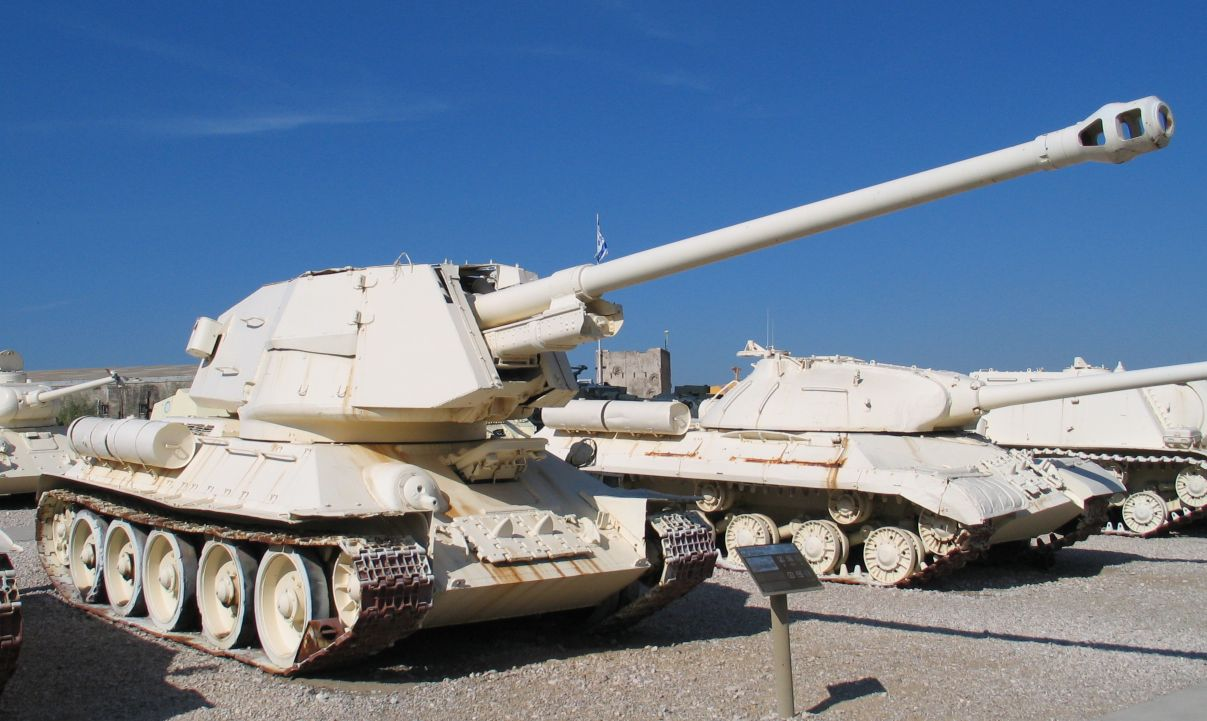
一輛埃及的T-34/100

因爲埃及軍方認爲有必要生產出一款自行反坦克炮，因此，埃及人決定將蘇聯的BS-3式100毫米火炮安裝到T-34/85坦克上。這款車輛和T-34/85比起來沒有什麼太大的差別——除了在炮塔上焊上了額外的裝甲板。這款坦克的砲座有一部分是凸出車體前部的。爲了減輕後坐力，除了在砲管前方安裝一個雙折流板式炮口制退器外，還在砲座的下方安裝一個減輕後坐力的部件。其行程可達358.9公里，最大速度可達53.1公里/小時。

### T-34/122
T-34/100的進一步研發產物。這款車輛是在安裝一個更大炮塔的T-34坦克上安裝了一門122毫米野砲。

## 南斯拉夫生產的衍生型號

### 重型坦克A

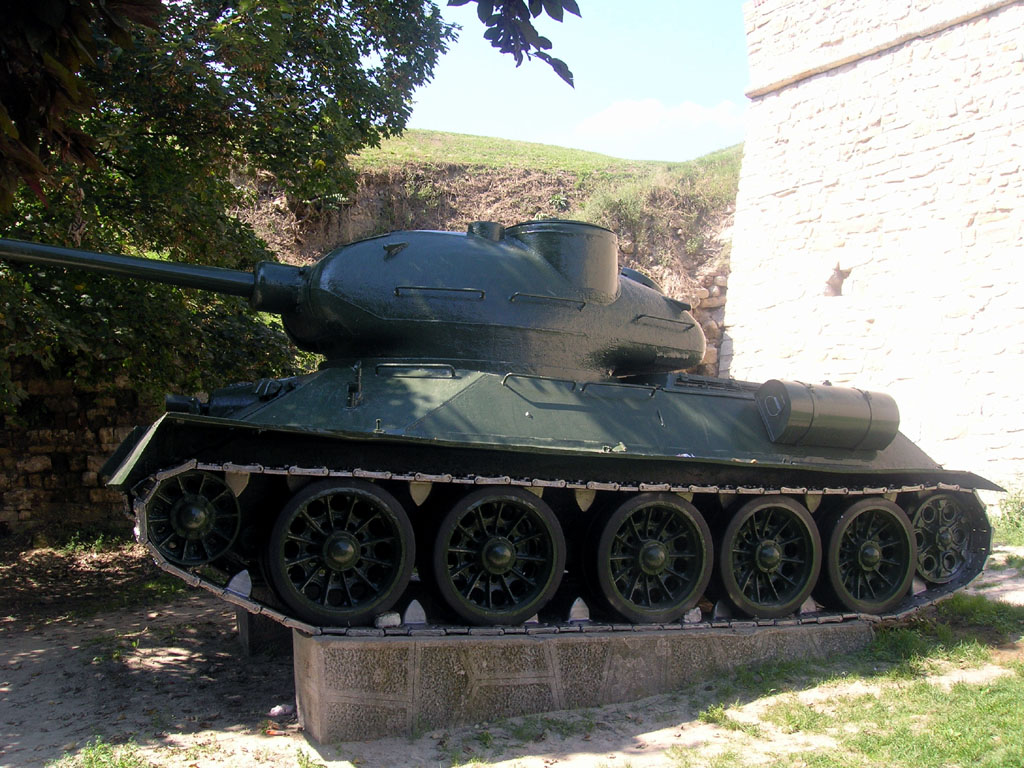
南斯拉夫的「重型坦克A」，這款坦克是T-34/85坦克的一款衍生型

南斯拉夫曾經在1949年有過計劃生產一種被稱爲「重型坦克A」的南斯拉夫自主研發的T-34/85坦克的衍生型。但是在計劃終止以前，僅有9輛這樣的坦克下線。雖然造型比起T-34/85坦克來說更加符合流線型，但是卻因爲安裝了新炮塔和改造車體前半部分的原因，造成車內可用空間縮小。

## 敘利亞生產的衍生型號

### T-34 122毫米D-30自行火炮

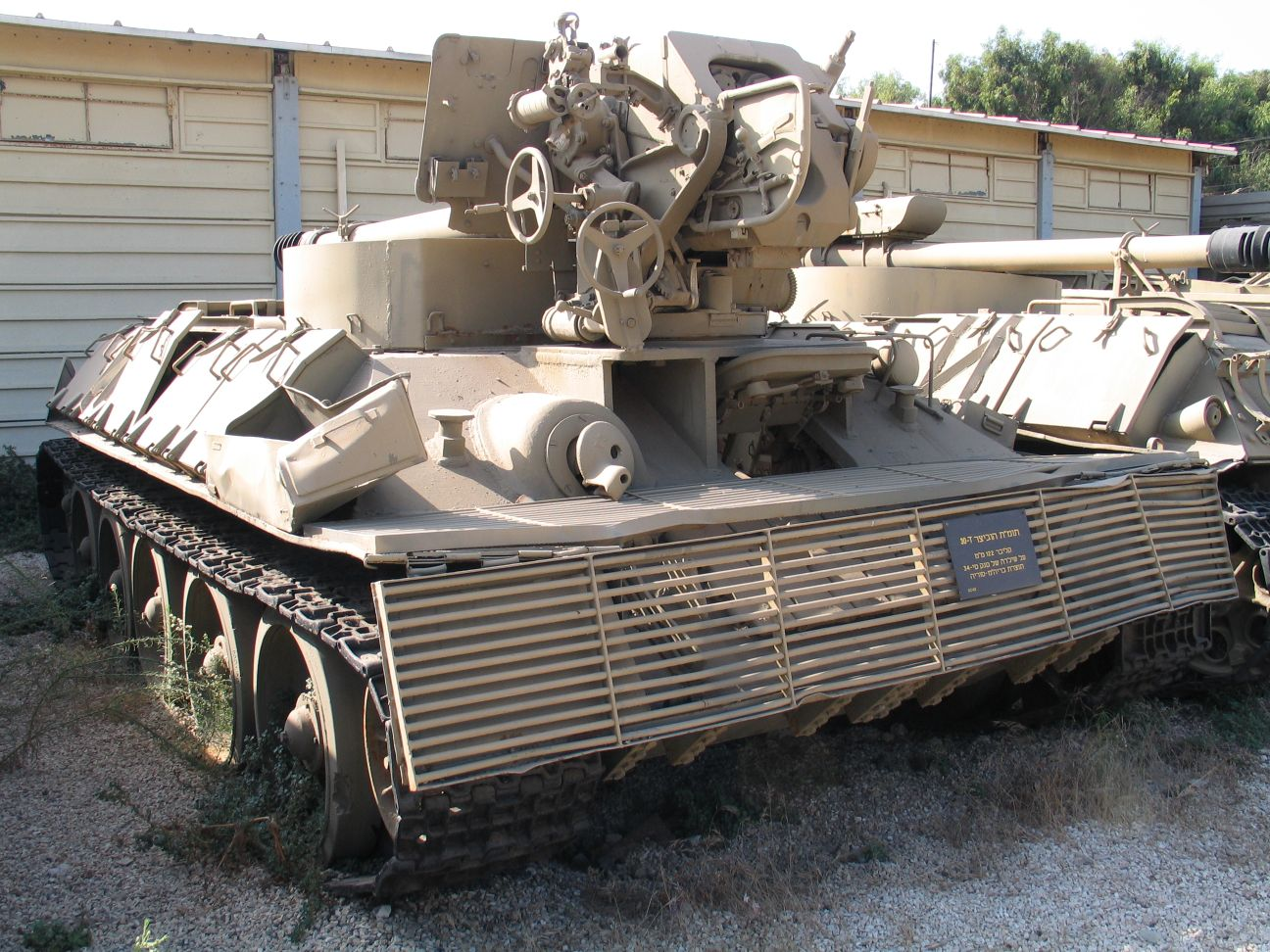
一輛T-34 122mmD-30自行火炮

1960年代晚期，敘利亞曾經將一些T-34坦克改裝爲安裝122毫米D-30式火炮的自行火炮。這款車輛使用捷克斯洛伐克生產的T-34/85 1960年型的底盤。該車曾經參與了1973年在戈蘭高地的戰事。至少有一輛T-34 122毫米D-30自行火炮被以色列軍擄獲。:47

## 中華人民共和國生產的衍生型號
虽然一些军方的改造使得中華人民共和國使用的T-34-85在外观上和原版有所不同，且617厂有能力生产所有的T-34-85零件，但是从未有任何一辆T-34-85真正被生产出来，也从未经过装甲产品定型委员会进行审核与命名。所谓“58式”仅仅是网络上的谣传。

### 63式自行防空炮

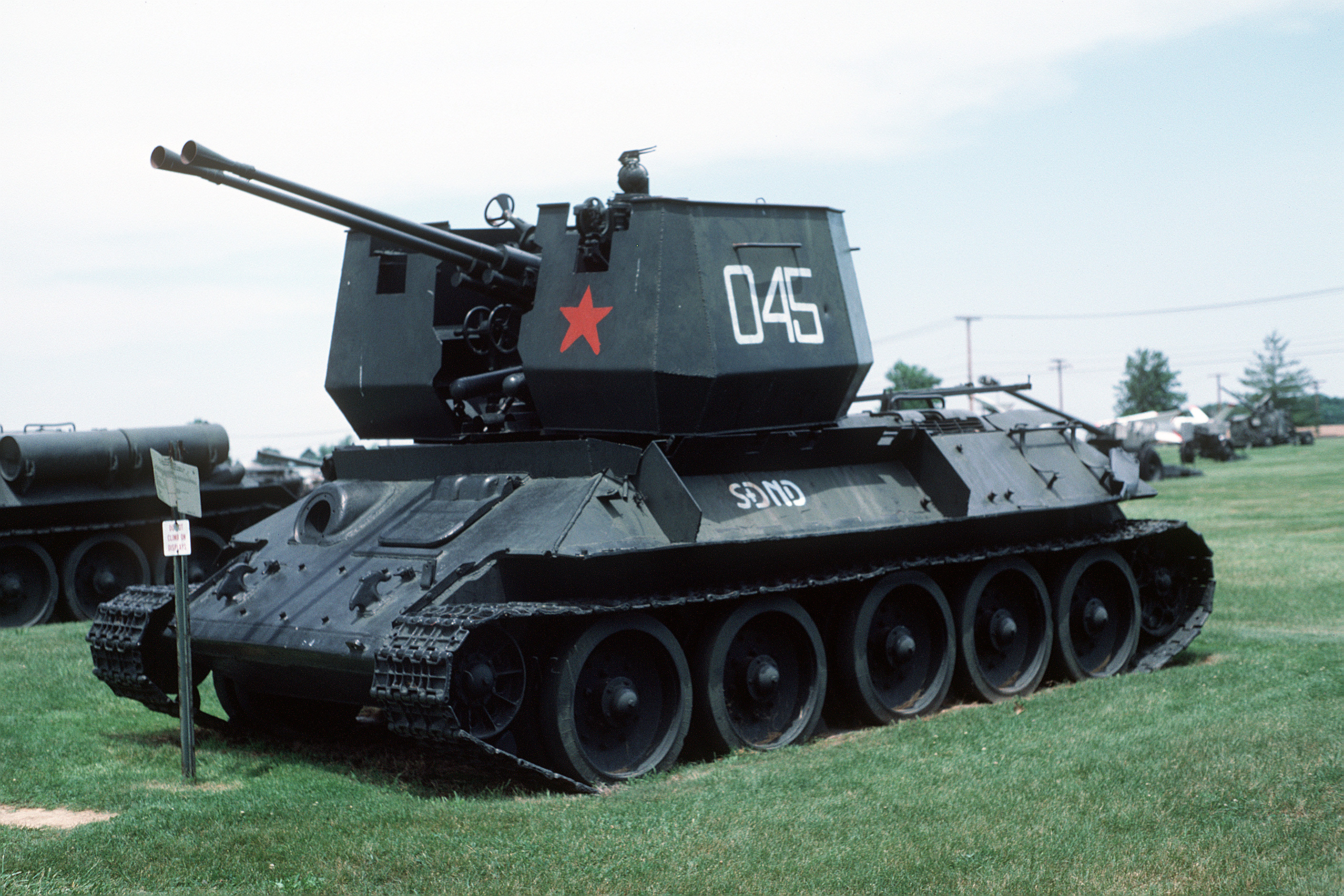
現藏於美國阿伯丁坦克博物館的63式自行防空炮。這輛63式原是由越南人民軍所有，但在越南戰爭中被美軍擄獲

63式自行防空炮是中華人民共和國研發的一款自行防空炮。這款車輛使用T-34/85坦克的底盤。裝備是一門雙聯裝37毫米火炮。但因63式自行防空炮的炮手僅能用眼瞄準，故難以應付噴射式飛機。中華人民共和國曾經將這款車輛援助給北越。1972年越南共和國軍曾擄獲了一輛編號為045的63式自行防空炮，這輛63式後來被送至美國。現在，這輛63式被存放於美國的阿伯丁坦克博物館。

## 古巴生產的衍生型號

### KC-9式100毫米自行防空炮
KC-9式是一款古巴製造的自行高射炮。它的底盤是T-34-85坦克的。

## 外部連結
1. 1 2 3 4 5 6 7 8   Tim Bean、Will Fowler 著 李明、王熙譯. . 臺灣: 風格司藝術創作坊. ISBN 978-986-84311-7-1.
2. ↑  . 《國際展望》.   [2014-06-07]. （原始内容存档于2017-04-17）.
3. ↑  Drabkin & Sheremet 2006, p.27.
4. ↑  .   [2014-06-18]. （原始内容存档于2013-03-14）.
5. ↑  TIGER-TAMERS – Battle for Sandomierz Bulge – August of 1944中清楚说了当时该坦克营的营长亲眼见证了奥舒金的战斗
6. ↑  《武器》2000年3期
7. ↑  TIGER-TAMERS – Battle for Sandomierz Bulge – August of 1944
8. ↑  俄国人争论 （页面存档备份，存于）说德军重坦营没有002编号，实际上501营的营部三辆确是001-003 Tigers in Combat, Volume 1 By Wolfgang Schneider P14
9. ↑  现在阵列在库宾卡的就是该车，有多张照片表明右侧没有弹孔
10. ↑  Pz.Kpfw.VI Ausf. B "Königstiger:" Technical and Operational History P254
11. ↑  OSPREY PERSHING TANK
12. ↑  T-34-85 Vs M26 Pershing: Korea 1950 P23
13. 1 2 3 4 5  Steven Zaloga. . Osprey Publishing. 20 August 2013: 40–  [2014-06-07]. ISBN 978-1-4728-0538-6. （原始内容存档于2014-07-09）.
14. 1 2 3  .   [2014-06-07]. （原始内容存档于2014-07-14）.
15. ↑  .   [2014-06-07]. （原始内容存档于2008-05-01）.
16. ↑  Zaloga, Steven J., James Grandsen (1984). Soviet Tanks and Combat Vehicles of World War Two, London: Arms and Armour Press. ISBN 0-85368-606-8. P.84
17. ↑  .   [2014-06-07]. （原始内容存档于2012-04-23）.
18. ↑  Medium SPs. (n.d.). Retrieved April 12, 2017, from http://www.weapon.df.ru/tanks/sovsau/medium/index-e.html （页面存档备份，存于）
19. 1 2  .   [2014年6月7日]. （原始内容存档于2011年2月22日）.
20. ↑  Münch, K. (1997). Combat history of Schwere Panzerjäger Abteilung 653: formerly the Sturmgeschütz Abteilung 197, 1940-1943. Winnipeg: J J Fedorowicz.
21. ↑  .   [2014-06-07]. （原始内容存档于2014-07-14）.
22. ↑  .   [2014-06-07]. （原始内容存档于2014-04-13）.
23. 1 2  .   [2014-06-07]. （原始内容存档于2014-07-01）.
24. ↑  .   [2019-08-20]. （原始内容存档于2019-08-20）.
25. ↑  王立等主编：《当代中国的兵器工业》，当代中国出版社,1993年.
26. ↑  .   [2014-06-07]. （原始内容存档于2014-04-16）.
27. ↑  .   [2014-06-07]. （原始内容存档于2014-06-07）.